# جان به رنگ نارنج
جان به رنگ نارنج، نام یک آلبوم موسیقی در سبک موسیقی تلفیقی ساختهٔ «روزبه آذر» است. طبق گزارش خبرگزاری فارس در ابتدای سال ۱۳۹۳، «این آلبوم یکی از پنج آلبوم پرفروش در بیپ تونز» می‌باشد، رتبه نخست متعلق به آلبوم نه فرشته‌ام نه شیطان اثر همایون شجریان است.

## نقد و بررسی
محمد حق‌گو (مدرس دانشکده موسیقی صدا و سیما) در نشست نقد و بررسی آلبوم جان به رنگ نارنج اثر روزبه آذر که عصر جمعه ۱۷شهریورماه ۱۳۹۱ش. در مشهد برگزار شد، در ارتباط با این اثر گفت: در آلبوم جان به رنگ نارنج به موازات زیبایی آهنگسازی با تکنیک‌های نوازندگی روبه‌رو هستیم. دو مقوله در این اثر جالب توجه است که یکی مربوط به فرهنگ موسیقایی اثر بوده که از تمدنی دیگر ورود یافته ولی مشترکاتی با فرهنگ موسیقایی ما دارد. از طرف دیگر شنونده این اثر با فرم‌هایی از موسیقی «فلامنکو» روبه‌رو می‌شود که آشنایی چندانی با آن نداشته و آهنگساز باید در ابتدا ایجاد آشنایی برای مخاطب کند.

## محتوا
در این اثر مخاطبان حرفه‌ای موسیقی با فلامنکویی سنتی، مدرن یا سبک شناخته شده‌ای از فلامنکو روبرو نخواهند بود و فضای چند صدایی جالبی را تجربه می‌کنند.
«آذر» با ذکر مثالی دربارهٔ اثر چنین می‌گوید: 
در ارتباط با زبان مشترک موسیقایی می‌توان به موسیقی فلامنکو و موسیقی هند اشاره کرد و این وجه اشتراک را در رقص یا آواز یافت و به صورت ملموس حس کرد. از سوی دیگر در تکنیک خواندن آواز فلامنکو، شباهت فراوانی به آواز جنوب خراسان در ایران دیده می‌شود که این نمونه‌ها نشانهٔ یک فرهنگ و ریشه واحد است.

## قطعات
| # | نام قطعه            | آهنگساز        | طول قطعه |
| - | ------------------- | -------------- | -------- |
| ۱ | انگشتانِ کشیده       | روزبه آذر      | ۶:۳۸     |
| ۲ | لیبرتانگو           | آستور پیاتزولا | ۴:۴۰     |
| ۳ | گمشده               | روزبه آذر      | ۴:۴۰     |
| ۴ | خونبهای ماتادور     | روزبه آذر      | ۶:۳۱     |
| ۵ | برای تو             | روزبه آذر      | ۴:۱۷     |
| ۶ | مرثیه‌ای برای خودمان | روزبه آذر      | ۱۲:۱۲    |
| ۷ | سایه و خاکستر       | روزبه آذر      | ۹:۰۵     |

## پدید آورندگان
آهنگسازی و تنظیم: روزبه آذر؛ طبلا: عظیم حسن‌پور؛ کمانچه: صمد برقی؛ هارمونیه و آواز: حبیب حاصل؛ شاعر: خواجه غلام فرید؛ طراح گرافیک: ایمان راد؛ تهیه و پخش از مرکز موسیقی بتهوون.